# Daniel Edelman
Daniel Ethan Edelman (Warren, 28 aprile 2003) è un calciatore statunitense, centrocampista del N.Y. Red Bulls.

## Carriera

### Club
Daniel Edelman ha fatto parte delle giovanili della Players Development Academy (PDA) dal 2015 al 2020 ed a livello di college ha giocato nella Watchung Hills Regional High School ('21). Nel 2020 è entrato a far parte dell'accademia giovanile dei N.Y. Red Bulls.
Il 17 luglio 2020 è stato convocato dal N.Y. Red Bulls II per l'incontro di USL Championship contro l'Hartford Athletic, entrando in campo nel secondo tempo. Ha realizzato il suo primo gol nella partita successiva contro il Philadelphia Union II, contribuendo alla vittoria per 5-1. Il 24 marzo 2021 ha firmato un contratto professionistico con la seconda squadra dei Bulls per la stagione 2021.
Il 17 dicembre 2021, ha firmato un contratto con i New York Red Bulls a partire dalla stagione 2022. Il 26 febbraio seguente ha fatto il suo debutto per la prima squadra, entrando nel secondo tempo della vittoria per 3-1 sul S.J. Earthquakes nella partita inaugurale della Major League Soccer 2023. Il 10 maggio 2022 è sceso in campo per la prima volta da titolare contro il D.C. United in Lamar Hunt U.S. Open Cup. Il 27 agosto ha realizzato la sua prima rete con la prima squadra nella vittoria per 3-1 contro l'Inter Miami.

### Nazionale
Ha giocato nella nazionale statunitense Under-16.
Il 10 maggio 2023 è stato incluso nella lista dei convocati per il Mondiale Under-20.

## Statistiche

### Presenze e reti nei club
Statistiche aggiornate al 22 giugno 2023.
| Stagione                  | Squadra                   | Campionato                | Campionato | Campionato | Coppe nazionali | Coppe nazionali | Coppe nazionali | Coppe continentali | Coppe continentali | Coppe continentali | Altre coppe | Altre coppe | Altre coppe | Totale | Totale | Totale |
| Stagione                  | Squadra                   | Comp                      | Pres       | Reti       | Comp            | Pres            | Reti            | Comp               | Pres               | Reti               | Comp        | Pres        | Reti        | Pres   | Reti   |        |
| ------------------------- | ------------------------- | ------------------------- | ---------- | ---------- | --------------- | --------------- | --------------- | ------------------ | ------------------ | ------------------ | ----------- | ----------- | ----------- | ------ | ------ | ------ |
| 2020                      | N.Y. Red Bulls II         | USL                       | 5          | 1          |                 | -               | -               |                    | -                  | -                  |             | -           | -           | 5      | 1      |        |
| 2021                      | N.Y. Red Bulls II         | USL                       | 30         | 1          |                 | -               | -               |                    | -                  | -                  |             | -           | -           | 30     | 1      |        |
| 2022                      | N.Y. Red Bulls II         | USL                       | 4          | 0          |                 | -               | -               |                    | -                  | -                  |             | -           | -           | 4      | 0      |        |
| 2023                      | N.Y. Red Bulls II         | MNP                       | 2          | 0          |                 | -               | -               |                    | -                  | -                  |             | -           | -           | 2      | 0      |        |
| Totale N. Y. Red Bulls II | Totale N. Y. Red Bulls II | Totale N. Y. Red Bulls II | 41         | 2          |                 | -               | -               |                    | -                  | -                  |             | -           | -           | 41     | 2      |        |
| 2022                      | N.Y. Red Bulls            | MLS                       | 17         | 1          | USOC            | 2               | 0               |                    | -                  | -                  |             | -           | -           | 19     | 1      |        |
| 2023                      | N.Y. Red Bulls            | MLS                       | 8          | 0          | USOC            | 1               | 0               |                    | -                  | -                  |             | -           | -           | 9      | 0      |        |
| Totale N. Y. Red Bulls    | Totale N. Y. Red Bulls    | Totale N. Y. Red Bulls    | 25         | 1          |                 | 3               | 0               |                    | -                  | -                  |             | -           | -           | 28     | 1      |        |
| Totale carriera           | Totale carriera           | Totale carriera           | 66         | 3          |                 | 3               | 0               |                    | -                  | -                  |             | -           | -           | 69     | 3      |        |